# Er giorno der giudizzio
(Giuseppe Gioachino Belli, introduzione alla raccolta dei sonetti)
Er giorno der giudizzio è un sonetto composto da Giuseppe Gioachino Belli il 25 novembre del 1831.

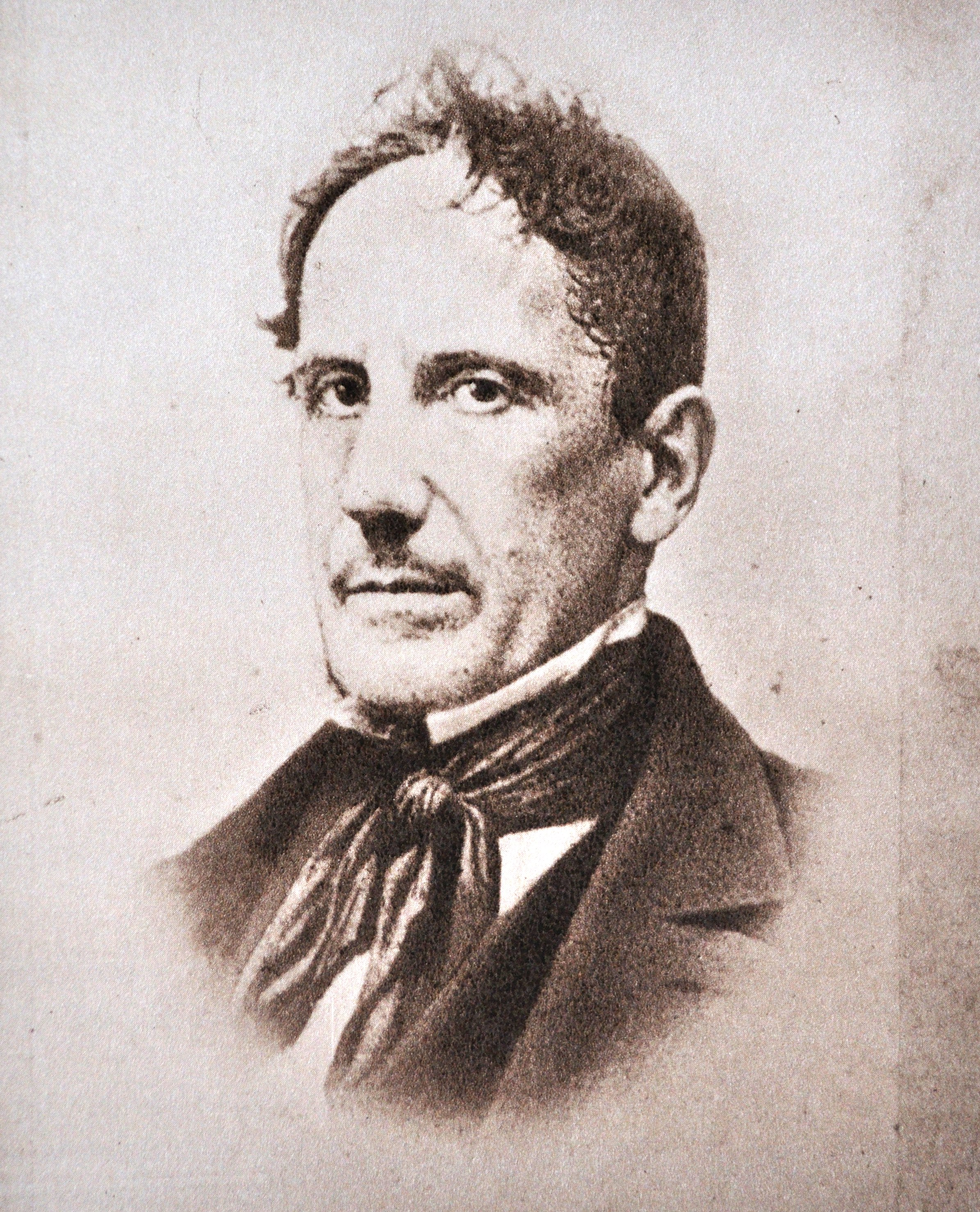
Giuseppe Gioachino Belli

## Versione in prosa

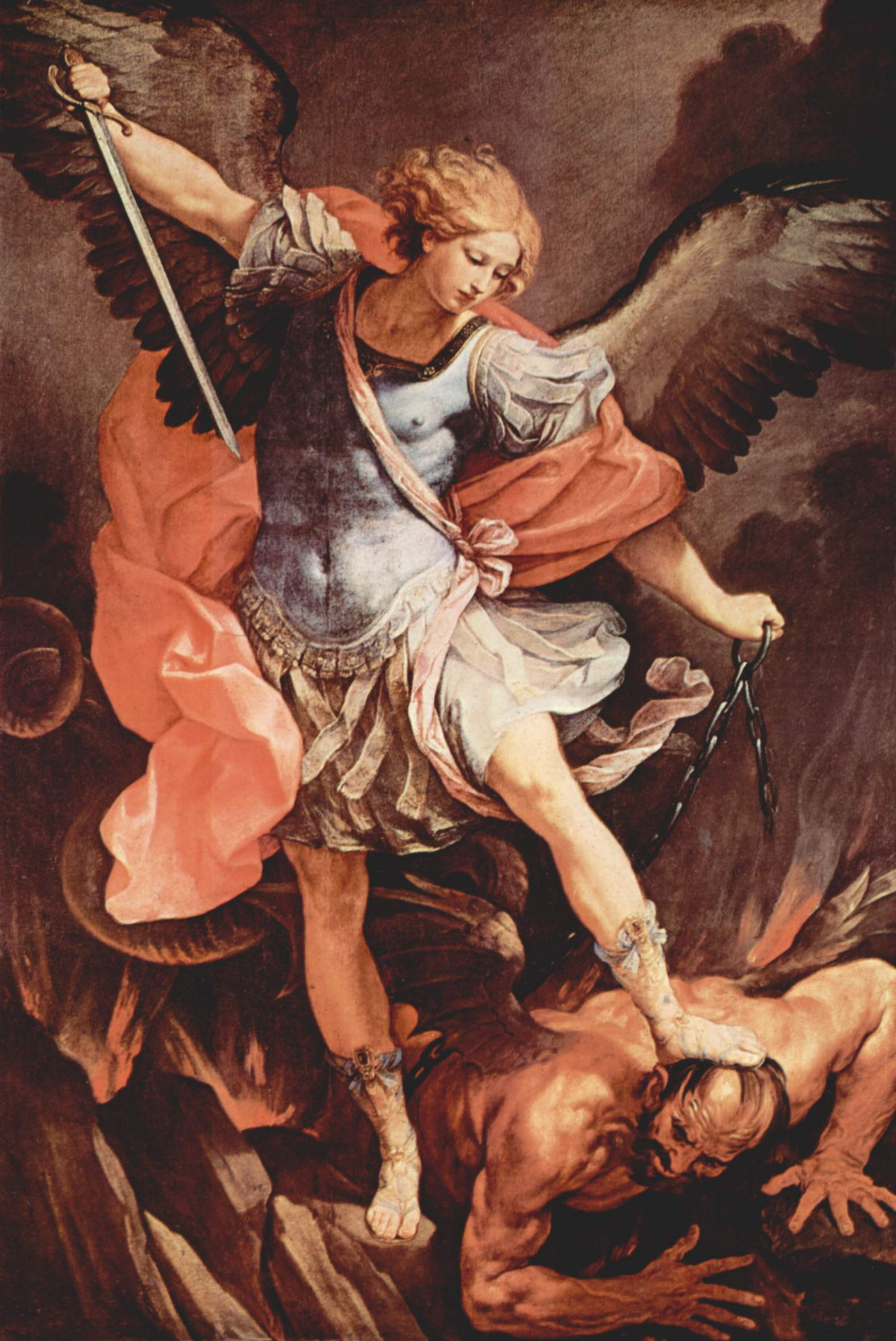
Guido Reni, San Michele arcangelo caccia Lucifero, Chiesa di Santa Maria Immacolata a Via Veneto in Roma

(Giuseppe Gioacchino Belli, sonetto n. 276, Er giorno der giudizzio)

## Commento

### La fonte iconografica del sonetto

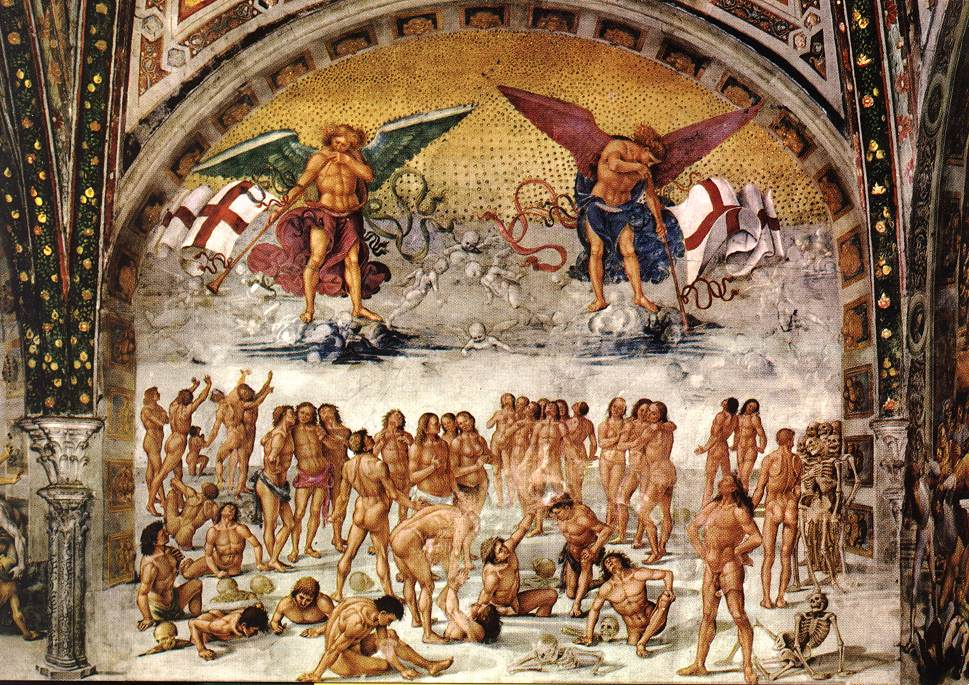
La Resurrezione della Carne di Luca Signorelli nella Cappella di San Brizio del Duomo di Orvieto

A una prima considerazione verrebbe da pensare che Belli, nella descrizione di questo Giudizio universale, si sia rifatto al famoso affresco di Michelangelo soprattutto per il verso iniziale di quei quattro angeloni che richiamano le immagini statuarie del pittore della Cappella Sistina; ma basta poco per capire che non è così quando il rimanente del verso descrive un universo con quattro cantoni dando una limitazione spaziale più congeniale alla mente semplice del plebeo romano che molto probabilmente, al contrario del poeta, non era mai entrato nella Sistina. La critica letteraria ha infatti osservato come la descrizione del giudizio, nel proposito di Belli di mantenersi distinto dal suo protagonista plebeo, si rifà piuttosto a un qualche quadro barocco  presente in una delle tante chiese romane che colpiva per i suoi toni enfatici, molto di più delle forme classiche michelangiolesche, la fantasia popolare. La conferma verrebbe poi anche dalla descrizione dei trapassati come una filastrocca de schertri a pecorone raffigurazione tipica della iconografia della morte diffusa nell'età della Controriforma, che nella Roma ottocentesca del Belli è ancora viva e operante.
Ma è molto probabile  che un'ulteriore e diretta fonte iconografica possa vedersi negli affreschi di Luca Signorelli per la Cappella di San Brizio nel Duomo di Orvieto, che Belli, nei suoi frequenti viaggi giovanili verso le Marche e nei successivi in Umbria a trovare il figlio Ciro studente, aveva visitato spinto, forse, anche da un certo interesse di documentazione "etnografica" nei confronti della reliquia del miracolo eucaristico di Bolsena ivi conservata.
Non era certo la condivisione per il culto delle reliquie che lo avrebbe portato ad Orvieto in quanto, da autentico "buon cristiano", Belli avversava ogni manifestazione miracolistica (basta leggere i sonetti ed i commenti agli stessi, con la costante e aspra contestazione del culto dei santi e delle relative "erliquie" e manifestazioni straordinarie).
La conoscenza dell'affresco de "La resurrezione della carne", è testimoniata dalla forte affinità che si riscontra con i versi del sonetto: la presenza dei grandi angeli con le trombe in bocca (in questo caso due, data la bidimensionalità del dipinto, ma che rimandano alle due schiere dei santi e dei reprobi che vanno formandosi), ma, soprattutto, gli scheletri che escono carponi dalla terra, si rialzano e riprendono la loro figura umana e, per finire,  la sonagliera di angeli che turbina sullo sfondo.

### Il filosofo "plebeo"
Chi altro poi se non un involontario blasfemo popolano romano avrebbe potuto paragonare Dio a una chioccia? Qui ancora sembra non essersi realizzata quell'ambiguità tra il punto di vista del plebeo romano e quello dell'autore che caratterizza la produzione poetica posteriore a questo sonetto dov'è più difficile riconoscere il «soggetto dell'enunciato» , l'autore, che vuole mantenersi distante e neutrale, dai suoi personaggi popolari.
Quando poi il sonetto termina con quella sfiduciata e sconsolata conclusione (Smorzeranno li lumi, e bona sera), che richiama  l'espressione popolare dialettale romana «e bbonanotte ar secchio», è senz'altro il filosofo plebeo che parla e che conclude la sua descrizione del giorno del giudizio universale con una rassegnata considerazione di come spente le luci sulla grandiosità della scena, e calato il sipario non ci sarà più niente da fare che andarsene a dormire per l'eternità là dove il Padreterno ha deciso per suo insindacabile giudizio.